# 馬伊娜
馬 伊娜（ま いな、1993年8月4日 - ）は中華人民共和国・河北省出身のバスケットボール選手である。トヨタ自動車アンテロープス所属。ポジションはセンター。181cm。

## 経歴
- 倉吉北高 - 白鷗大 - トヨタ自動車（2017年 - ）